# Josef Kuchynka (spisovatel)
Josef Kuchynka (25. srpna 1906, Plzeň – 2. června 1978, Plzeň) byl učitel, psycholog a spisovatel. Používal různé pseudonymy.

## Životopis
Narodil se v rodině bednáře Jana Kuchyňky a Marie rozené Petříkové.
Po ukončení studií byl nejdříve učitelem. Působil mj. na škole v obci Bolevec. Později byl ředitelem dětského záchytného domova v Plzni, ústavním učitelem v trestnici Plzeň-Bory a správcem školy trestnice pro muže v Plzni. Působil také jako odborný asistent na Pedagogické fakultě v Plzni..
Jak vyplývá z oznámení o úmrtí, byl ženat a měl děti.
Jeho osobní archiv je uložen ve Státním oblastním archivu v Plzni, číslo fondu/sbírky 10315.

## Dílo
Pod různými pseudonymy psal detektivky a dobrodružné romány. Psal též rozhlasové hry, přednášky, publikace pro školy a texty z oborů psychologie a pedopsychologie. V poválečných letech často přispíval do západočeského deníku Pravda.

### Pseudonym Wiliam E. Western (detektivní romány)
- Varhany smrti (vydal Jan Naňka, Praha, 1934)
- Mužové z neznáma (vydala Čechie, Praha, 1935 a Vojtěch Šeba, 1937)
- Černý kondor (špionážní román, vydal Vojtěch Šeba, Praha, 1937)
- Zločin ve stratosféře (román s prvky sci-fi, napsal spolu s V.Havránkem – Wiliam E. Western a Harry W. Harmattan, vydal Vojtěch Šeba, Praha, 1937)
- Znamení pentody (spolu s V. Havránkem[p 3] – Wiliam E. Western a Harry W. Harmattan, vydala Administrace Radiojournal, Praha, 1937)
- Děsivé proroctví (spolu s V. Havránkem – Wiliam E. Western a Harry W. Harmattan, vydala Administrace Radiojournal, Praha, 1937)
- Záhada svatebních závojů (spolu s V. Havránkem – Wiliam E. Western a Harry W. Harmattan, vydala Administrace Náš rozhlas, Praha, 1939)
- Pán strachu (špionážní román, spolu s V. Havránkem – Wiliam E. Western a Harry W. Harmattan, vydal E. Kosnar, Plzeň, 1946)
- Rýžový klas (detektivní román, vydal J. Steinbrener – národní správa, Vimperk, 1947)

### Pseudonym Wiliam Chesters
- Dokument za 60 000 liber (detektivní román, vydal J. Steinbrener - národní správa, Vimperk, 1946)

### Pseudonym Charles Olivier
- Záhadná Bretaňka (vydala Čechie, Praha, 1935)

### Pseudonym Richard Richardson
- Vůně heliotropu (detektivní román, vydal E. Kosnar, Plzeň, 1946)

### Pseudonym Jiří Medula (dobrodružné chlapecké romány)
- Pozor, Tome, špion! (il. Zdeněk Burian, vydal Toužimský a Moravec, Praha, 1936)
- Modrý Mauritius (filatelistické dobrodružství, il. Jiří Trnka, vydal Toužimský a Moravec, Praha, 1937)
- Boj o třináctý poledník (román o tunelu, il. Miloš Novák, vydal Toužimský a Moravec, Praha, 1938)
- Neviditelný nepřítel (SF román, il. Jiří Wowk, vydal Toužimský a Moravec, Praha, 1941)
- Odvaha ve štínu (il. Nora Švábová-Thuránská, vydal Toužimský a Moravec, Praha, 1945)
- Posel s nebes (příběh parašutisty, il. Jiří Wowk, vydal Toužimský a Moravec, Praha, 1946)
- Kabel pod Atlantikem (il. Zdeněk Burian, vydal V. Šmidt, Praha, 1947 a 1949)
- Mosty přes Dněpr (List z dějin Rudé armády, il. Jiří Wowk, vydal Toužimský a Moravec, Praha, 1947)

### Odborná literatura (pod vlastním jménem)
- Defektologické minimum (vydala Pedagogická fakulta Plzeň, 1971)
- Divadelní almanach 1946-47 (vydala Městská divadla Plzeň, 1947)

Dnes je jeho dílo hodnoceno jako druhořadé. V Lexikonu české literatury (Academia 2008) není heslo Josef Kuchynka uvedeno.

## Zajímavost
Nakladatelství Toužimský Moravec dokázalo získat pro ilustrace nepříliš významných románů Josefa Kuchynky (vydaných pod pseudonymem Jiří Medula) přední ilustrátory (Zdeněk Burian, Jiří Wowk a tehdy začínající Jiří Trnka). Vznikly tak knihy trvalejší hodnoty.